# Ісабена
Ісабена (ісп. Isábena, кат. Isàvena) — муніципалітет в Іспанії, у складі автономної спільноти Арагон, у провінції Уеска. Населення — 327 осіб (2009).
Муніципалітет розташований на відстані близько 410 км на північний схід від Мадрида, 80 км на схід від Уески.
На території муніципалітету розташовані такі населені пункти: (дані про населення за 2009 рік)
- Есдоломада: 13 осіб
- Мерлі: 13 осіб
- Монт-де-Рода: 8 осіб
- Ла-Пуебла-де-Рода: 154 особи
- Рігуала-де-Серрадуй: 5 осіб
- Рода-де-Ісабена: 56 осіб
- Сан-Естебан-дель-Маль: 4 особи
- Серрадуй: 52 особи
- Ла-Вілета-де-Серрадуй: 8 осіб

## Демографія
Динаміка населення (INE ):